# Quistinic
Quistinic (en bretó Kistinid) és un municipi francès, situat a la regió de Bretanya, al departament d'Ar Mor-Bihan. L'any 2006 tenia 1.315 habitants. Limita amb els municipis de Melrand al nord, Saint-Barthélemy a l'est, Baud al sud-est, Languidic al sud, Lanvaudan a l'oest i Bubry al nord-oest.

## Demografia
| Evolució de la població Cassini et INSEE |       |       |       |       |       |       |       |       |
| 1793                                     | 1800  | 1806  | 1821  | 1831  | 1836  | 1841  | 1846  | 1851  |
| 2 385                                    | 2 090 | 2 241 | 2 132 | 2 453 | 2 481 | 2 422 | 2 491 | 2 559 |

| 1856  | 1861  | 1866  | 1872  | 1876  | 1881  | 1886  | 1891  | 1896  |
| ----- | ----- | ----- | ----- | ----- | ----- | ----- | ----- | ----- |
| 2 336 | 2 312 | 2 377 | 2 286 | 2 403 | 2 460 | 2 430 | 2 378 | 2 382 |

| 1901  | 1906  | 1911  | 1921  | 1926  | 1931  | 1936  | 1946  | 1954  |
| ----- | ----- | ----- | ----- | ----- | ----- | ----- | ----- | ----- |
| 2 556 | 2 521 | 2 555 | 2 321 | 2 565 | 2 644 | 2 639 | 2 510 | 2 226 |

| 1962  | 1968  | 1975  | 1982  | 1990  | 1999  | 2006 | 2011 | 2016 |
| ----- | ----- | ----- | ----- | ----- | ----- | ---- | ---- | ---- |
| 2 072 | 1 901 | 1 608 | 1 517 | 1 412 | 1 312 | -    | -    | -    |

| 2019 | - | - | - | - | - | - | - | - |
| ---- | - | - | - | - | - | - | - | - |
| -    | - | - | - | - | - | - | - | - |

## Administració
| Període   | Identitat          | Partit        |
| --------- | ------------------ | ------------- |
| 1959-1965 | Emile Le Nicardour |               |
| 1965-1983 | Guy Corlay         |               |
| 1983-2008 | Michel Poulin      | Divers droite |
| 2008-     | Gisèle Guilbart    |               |

## Agermanaments
Loughshinny, Irlanda